# 陶安あんど
陶安 あんど（すえやす あんど、ドイツ語: Arnd Helmut Hafner、1968年5月 - ）は、法制史学者。専門は中国法制史、法社会学。明治大学法学部教授。博士（法学）。

## 略歴
- 1992年 - 京都大学法学部卒業
- 1994年 - 京都大学大学院法学研究科基礎法学専攻修士課程修了
- 1997年 - 京都大学大学院法学研究科基礎法学専攻博士後期課程単位取得退学
- 2000年 - 博士（法学）の学位を取得（論文タイトルは『律と例：明代贖法を通じてみた旧中国の法』[2]）
- 2001年 - 東京外国語大学アジア・アフリカ言語文化研究所助手
- 2004年 - 同助教授
- 2018年 - 明治大学法学部教授[3]

## 研究業績
- 陶安 「試論“情”概念的法律涵義――以明清秋審・朝審為材料 伝統中国的法制・経義与倫理――」『経義折獄与伝統法律学術研討会論文集』 中央研究院歴史語言研究所　台北(台湾)
- 仮想の西洋法を超えて――不平等条約が中国法研究に残した傷痕　創文（456号）　2003年
- 贖罪 法と秩序 歴史学事典（第9巻 山本博文）弘文堂 2002
- 『秦漢刑罰体系の研究』創文社 2009